# Zapasy na Letnich Igrzyskach Olimpijskich 1932 – kategoria powyżej 87 kg w stylu wolnym
Zmagania mężczyzn ponad 87 kg to jedna z siedmiu męskich konkurencji w zapasach w stylu wolnym rozgrywanych podczas Letnich Igrzysk Olimpijskich 1932. Pojedynki w tej kategorii wagowej odbyły się w dniach 1 – 3 sierpnia.

## Klasyfikacja[1]
| Pos. | Zawodnik         | Kraj              |
| ---- | ---------------- | ----------------- |
| 1    | Johan Richthoff  | Szwecja           |
| 2    | Jack Riley       | Stany Zjednoczone |
| 3    | Nikolaus Hirschl | Austria           |

## Zasady[2]
Punktacja opierała się na systemie "złych punktów karnych". Zwycięzca otrzymywał zero punktów za wygraną przez "tusz" (łopatki), a jeden za zwycięstwo decyzją trzech sędziów. Za porażkę na punkty zawodnik otrzymywał trzy punkty. Uzyskanie pięciu lub więcej punktów eliminowało zapaśnika z turnieju.   

## Wyniki

### Pierwsza runda[3]
| Zwycięzca        | Punkty karne | Wynik     | Przegrany  | Punkty karne |
| ---------------- | ------------ | --------- | ---------- | ------------ |
| Johan Richthoff  | 1            | Na punkty | Jack Riley | 3            |
| Nikolaus Hirschl | 0            | -         | Bez walki  |              |

### Druga runda[4]
| Zwycięzca       | Punkty karne | Wynik     | Przegrany        | Punkty karne |
| --------------- | ------------ | --------- | ---------------- | ------------ |
| Johan Richthoff | 2            | Na punkty | Nikolaus Hirschl | 3            |
| Jack Riley      | 3            | -         | Bez walki        |              |

### Trzecia runda[5]
| Zwycięzca       | Punkty karne | Wynik   | Przegrany        | Punkty karne |
| --------------- | ------------ | ------- | ---------------- | ------------ |
| Jack Riley      | 4            | Łopatki | Nikolaus Hirschl | 6            |
| Johan Richthoff | 2            | -       | Bez walki        |              |